# اچ‌ام‌اس سی۳۲
اچ‌ام‌اس سی۳۲ (به انگلیسی: HMS C32) یک زیردریایی بود که طول آن ۱۴۳ فوت ۲ اینچ (۴۳٫۶۴ متر) بود. این زیردریایی در سال ۱۹۰۹ ساخته شد.